# Esher

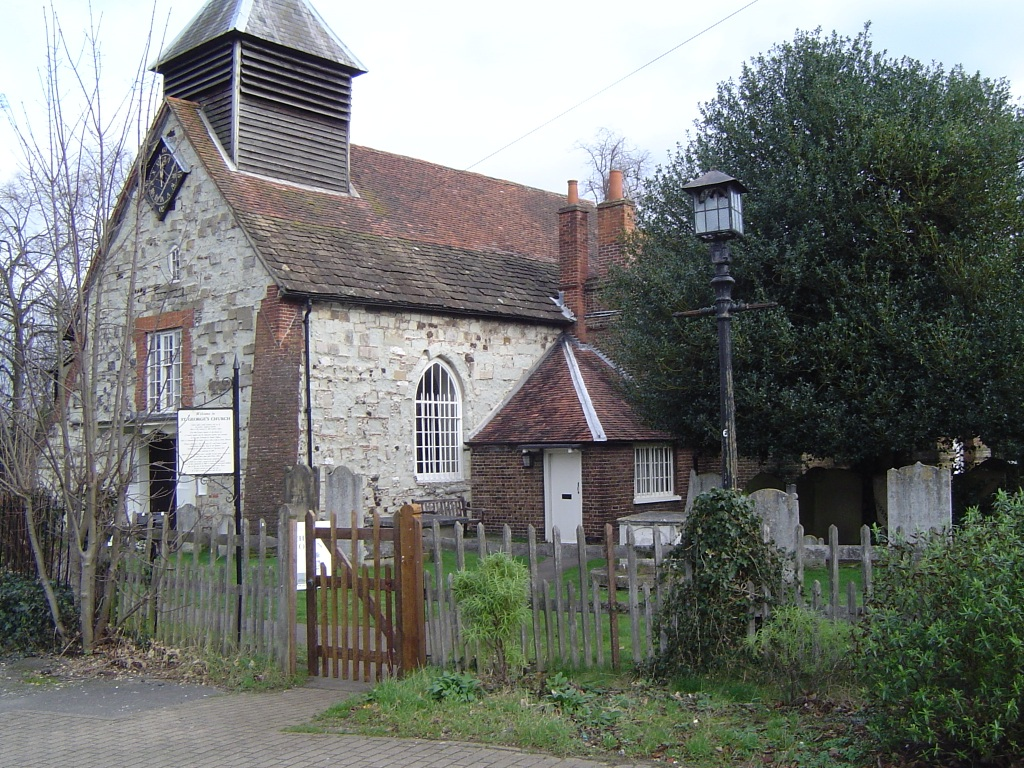
L'église Saint-Georges d'Esher.

Esher est une ville du Surrey, en Angleterre. Elle est située vers l'extrême sud-ouest de la Région urbaine de Londres, non loin de la Mole, un affluent de la Tamise. Au moment du recensement de 2001, elle comptait 8 387 habitants.
Les aires de loisirs sont les jardins publics, les petits chemins forestiers au sud, le cyclisme, le château de Hampton Court et tous ces événements, l'hippodrome (racecourse) Sandown de la ville, les clubs soit les centres de sports et les thermes, et la grand-rue avec ses petits commerces, ses cafés et ses restaurants, les bars et les pub-restaurants bien desservis.
La ville est quant à la rue principale assez veuille-traditionnelle[pas clair], quoi que le reste soit pavillonnaire et donc il n'y a pas d'immeubles grands ni de boulevards. La gare ferroviaire repose sur l'un des sept grands axes de Londres et le terrain s'incline considérablement vers les collines sablonneuses au sud.

## Monuments
La ville abrite notamment une église classée de Grade I du XVIe siècle. Ceci représente la classification nationale la plus élevée, en raison de l'utilisation du bois en grande partie.

## Personnalités nées à Esher
- Charlton Howitt (1838-1863), explorateur.
- Lily James (1989- ), actrice.

## Esher au cinéma
- Une maison de la ville a été utilisée lors du tournage par Charles Crichton pour son film Un poisson nommé Wanda (1988).